# Protepicorsia
Protepicorsia is een geslacht van vlinders van de familie grasmotten (Crambidae), uit de onderfamilie Pyraustinae.

## Soorten
- P. agraptalis Dognin, 1903
- P. bicolor Munroe, 1964
- P. costalis Dognin, 1903
- P. flavidalis Hampson, 1913
- P. latimarginalis Munroe, 1964
- P. maculifera Munroe, 1964
- P. magnifovealis Hampson, 1918
- P. pozuzoa Munroe, 1964
- P. quincemila Munroe, 1978
- P. sordida Munroe, 1978
- P. thyriphora Hampson, 1899